# سينيشا ميهايلوفيتش
سينيشا ميهايلوفيتش (بالصربية: Синиша Михајловић)‏ (مواليد 20 فبراير 1969 بمدينة فوكوفار، جمهورية يوغوسلافيا الاشتراكية الاتحادية) هو لاعب ومدرب كرة قدم صربي سابق.

## مسيرته الكروية
لعب سينيشا ميهايلوفيتش خلال مسيرته الاحترافية مع 6 أندية في تسعة عشر موسمًا وسجل خلالها 66 هدفًا ضمن 426 مباراة. حيث فاز في أربعة مواسم بالكأس وفي أربعة مواسم بالدوري.
خاض سينيشا ميهايلوفيتش مسيرته مع نادي فويفودينا في موسم 1988–89 واستمر معه طيلة ثلاثة مواسم، مشاركًا في 73 مباراة سجل خلالها 19 هدفًا. ثم انتقل إلى نادي النجم الأحمر بلغراد في موسم 1990–91 ولمدة موسمين، حيث شارك في 38 مباراة سجل خلالها 9 أهداف. لينتقل بعدها إلى نادي روما في موسم 1992–93 ولمدة موسمين، مشاركًا في 54 مباراة سجل خلالها هدفًا واحدًا. ثم انتقل إلى نادي سامبدوريا في موسم 1994–95 ليلعب معه أربعة مواسم، مشاركًا في 110 مباراة سجل خلالها 12 هدفًا. هذا وانتقل لاحقًا إلى نادي لاتسيو في موسم 1998–99 ليلعب معه ستة مواسم، مشاركًا في 126 مباراة سجل خلالها 20 هدف. ثم انتقل بعدها إلى نادي إنتر ميلان في موسم 2004–05 ولمدة موسمين، مشاركًا في 25 مباراة سجل خلالها 5 أهداف.

## مرضه ووفاته
في مايو 2020، أعلن سينيشا ميهايلوفيتش إصابته بسرطان الدم (ابيضاض الدم) لكنهُ أكد أنه سينتصر في تلك المعركة، وأوضح في مؤتمرا صحفيا أن حالته يمكن علاجها، مضيفًا في تصريحه وهو يقاوم دموعه: «ألعب دائما من أجل الفوز سواء في كرة القدم أو حياتي. سأهزم سرطان الدم، الأمر بحاجة إلى بعض الوقت لكني سأتعافى.»
في 16 ديسمبر 2022، توفي ميهايلوفيتش بعيادة في روما عقب مضاعفات ابيضاض الدم عن عمر ناهز الثالثة والخمسين.

## روابط خارجية
- سينيشا ميهايلوفيتش على موقع الاتحاد الدولي (مؤرشف)  (الإنجليزية)
- سينيشا ميهايلوفيتش على موقع الاتحاد الأوربي (الإنجليزية)
- سينيشا ميهايلوفيتش على موقع قاعدة بيانات كرة القدم.إي يو (الإنجليزية)
- سينيشا ميهايلوفيتش على موقع ليكيب (الفرنسية)
- سينيشا ميهايلوفيتش على موقع ناشيونال فوتبول تيمز (الإنجليزية)
- سينيشا ميهايلوفيتش على موقع Soccerbase.com (لاعب) (الإنجليزية)
- سينيشا ميهايلوفيتش على موقع Soccerbase.com (مدرب) (الإنجليزية)
- سينيشا ميهايلوفيتش على موقع عالم كرة القدم.نت (الإنجليزية)